# محمد صابر عرب
محمد صابر إبراهيم عرب (1948)، هو وزير الثقافة المصرية في حكومة حازم الببلاوي، 16 يوليو 2013. وكان وزيراً للثقافة في حكومة كمال الجنزوري، ديسمبر 2011 وحكومة هشام قنديل، أغسطس 2012. وهو أستاذ تاريخ العرب الحديث جامعة الأزهر، ورئيس مجلس إدارة الهيئة العامة لدار الكتب والوثائق القومية، وكان عضواً بالمجلس القومي للمرأة.

## وزارة الثقافة

### حكومة الجنزوري
كان وزيراً للثقافة في حكومة كمال الجنزوري من ديسمبر 2011 حتى أغسطس 2012، وكان من المحسوبين على وزير الثقافة الأسبق فاروق حسني.

### حكومة هشام قنديل
تولى وزارة الثقافة في حكومة هشام قنديل، من أغسطس 2012 حتى مايو 2013.

### حكومة الببلاوي
في 16 يوليو 2013 اختاره رئيس الوزراء حازم الببلاوي وزيراً للثقافة في 16 يوليو 2013.

## التسلسل الوظيفي
- معيد بقسم التاريخ والحضارة - جامعة الأزهر 1974 - 1979.
- مدرس مساعد بقسم التاريخ والحضارة - جامعة الأزهر 1979 - 1983.
- مدرس بقسم التاريخ والحضارة - جامعة الأزهر 1983 - 1988.
- أستاذ مساعد بجامعة السلطان قابوس 1986 - 1991
- أستاذ مساعد بقسم التاريخ والحضارة - جامعة الأزهر 1988 - 1994.
- أستاذ تاريخ العرب الحديث بقسم التاريخ والحضارة - جامعة الأزهر 1994 – حتى الآن.
- رئيس دار الوثائق القومية 1999 حتى نهاية 2004.
- رئيس مجلس إدارة الهيئة العامة لدار الكتب والوثائق القومية يناير 2005.
- عضو هيئة تدريس زائر بجامعة السلطان قابوس، قسم التاريخ 2017.

## النتاج العلمي

### بحوث علمية منشورة
1- «المتغيرات الاجتماعية في المجتمع المصرى خلال الحرب العالمية الثانية».
2- «نهاية مملكة هرمز 1622».
3- «المنهج التاريخي في كتابات المؤرخ العماني سالم بن حمود السيابي».
4- «دور الشيخ زايد في قيام مجلس التعاون الخليجى».
5- «المنهج التاريخى في كتابات المؤرخ العمانى حميد بن رزيق».
6- «تجارة الخليج العربي في ظل السيطرة البرتغالية».
7- «رؤية نقدية في مصادر التاريخ العماني».
8- «دولة اليعاربة بين الوحدة الوطنية والانتصارات الخارجية».
9- «الدكتور محمد حسين هيكل بين الاعتدال والتطرف».
10- «مصر والعرب خلال الحرب العالمية الأولى».
11- «العلاقات المصرية العمانية في عهد السيد سعيد بن سلطان».
12- «السجون في عصر محمد على».
13- «العمد والمشايخ في الريف المصرى خلال ثورة 1919».
14- «الحقوق التاريخية لدولة الإمارات العربية في الجزر الثلاث (طنب الكبرى والصغرى وأبو موسى)».
15- «العلاقات العربية العربية في ظل الحرب الباردة».
16- «دور الثقافة العربية في دعم العلاقات العربية العربية».
17- «رواق المغاربة في الجامع الأزهر خلال القرن التاسع عشر».
18- «قراءة في أوراق الشيخ محمد الخضر حسين (شيخ الأزهر)».
19- «برامج الأحزاب المصرية 1922/1953».
20- «التواطؤ الثلاثى في حرب السويس 1956».
21- «الطلاب الليبيون في الجامع الأزهر في النصف الأول من القرن العشرين».
22- «التعاون الاقتصادى في برنامج مجلس التعاون الخليجى [ رؤية نقدية ]».

### الكتب المنشورة
1- «الحركة الوطنية في مصر 1908-1914»، القاهرة. 1984.
2- حادث 4 فبراير 1942 والعلاقات المصرية البريطانية حتى نهاية الحرب العالمية الثانية، القاهرة 1985.
3- «المدخل إلى تاريخ أوروبا الحديث». دار الثقافة المصرية - القاهرة 1985.
4- «تاريخ العرب الحديث»، 1989.
5- «الأحزاب المصرية 1922- 1953». مركز الدراسات السياسية – الأهرام 1993.
6- «أربعون عامًا على حرب السويس». مركز الدراسات السياسية الأهرام 1995.
7- «وثائق مصر في القرن العشرين». الهيئة العامة لدار الكتب والوثائق القومية القاهرة 2002.
8- «موجز تاريخ عمان». سلطنة عمان 1996باللغة الإنجليزية.
9- «الفكر السياسى عند عباس العقاد». الهيئة العامة للكتاب – القاهرة 1993.
10- «أزمة مارس 1954 في الوثائق البريطانية». تحت الطبع.
11- «أوراق الدكتور طه حسين». تحت الطبع.
12- الدين والدولة في الفكر الإباضي.

### المؤتمرات
1- مؤتمر «مستقبل الدراسات التاريخية في الوطن العربى» - جامعة الأزهر. القاهرة 1991.
2- ندوة العلاقات المصرية العمانية. مسقط 1990.
3- التراث الحضارى للقدس – الدار البيضاء – المغرب. المغرب 1993.
4- مؤتمر عمان في التاريخ – مسقط. مسقط 1994.
5- مؤتمر محمد على - المجلس الأعلى للثقافة. مصر 1999.
6- مؤتمر أدوات البحث في الأرشيف الفرع العربي للمجلس الدولى للأرشيف. القاهرة 1999.
7- مؤتمر «مستقبل الثقافة العربية» الحرس الوطنى السعودي. الرياض 2000.
8- مؤتمر «ذاكرة العالم» المجلس الدولى للأرشيف. منزانيللو- المكسيك. المكسيك.
9- مؤتمر «دور الأزهر في دعم الثقافة العربية» جامعة الأزهر. القاهرة 1985.
10- مؤتمر «تاريخ الشام» دمشق. دمشق 1988.
11- ندوة «المؤرخ العمانى سالم بن حمود السياب» مسقط. مسقط 1990.
12- ندوة تاريخ العرب في الأرشيف التركي. الرياض 2001.
13- العرب والدولة العثمانية. دمشق 2002.
14- الوثائق وتكنولوجيا المعلومات. بيروت 2004.
15- مؤتمر التوثيق والأرشفة الإلكترونية. دبى 2003.
16- مؤتمر التاريخ والوثائق مسقط 2003.
17- التحول الرقمي للوثائق بيروت 2004.

### المهام واللجان العلمية
1- رئيس دار الوثائق القومية بجمهورية مصر العربية.
2- عضو مجلس إدارة الهيئة العامة لدار الكتب والوثائق القومية.
3- عضو مجلس إدارة مركز الدراسات والبحوث الوثائقية.
4- عضو اللجنة العلمية بمركز تاريخ مصر المعاصر – الهيئة العامة لدار الكتب والوثائق القومية.
5- عضو لجنة القانون بالمجلس الأعلى للثقافة.
6- خبير في المجلس الدولى للأرشيف.
7- خبير في المنظمة العربية للتربية والثقافة والعلوم.
8- عضو اللجنة المكلفة بكتابة تاريخ الأمة العربية بتكليف من الجامعة العربية.
9- نائب رئيس تحرير مجلة «مصر الحديثة» دار الكتب المصرية.

### الخبرة الأكاديمية في الجامعات العربية
1-جامعة الأزهر من 1974 حتى الآن.
2- جامعة السلطان قابوس 1986-1991.
3- جامعة الإمارات العربية (أستاذ زائر) 1994.
4- جامعة عين شمس - كلية البنات – الدراسات العليا 1994- 1999.
5- معهد البحوث والدراسات العربية – جامعة الدول العربية من 1995 حتى الآن.

### المقررات التي قام بتدريسها
1- تاريخ العرب الحديث - جامعتا الأزهر والسلطان قابوس.
2- تاريخ الخليج العربي - جامعة السلطان قابوس.
3- تاريخ الفكر الأوروبي - كلية البنات – جامعة عين شمس.
4- الحضارة الإسلامية - جامعة السلطان قابوس.
5- تاريخ أوروبا الحديث - جامعتا الأزهر والسلطان قابوس.
6- تاريخ العرب المعاصر - جامعة الأزهر وكلية البنات جامعة عين شمس.
7- أوروبا في القرن التاسع عشر - كلية الدراسات الإنسانية جامعة الأزهر.
8- تاريخ الفكرة العربية - معهد البحوث والدراسات العربية.
9- تاريخ آسيا الحديث - جامعة السلطان قابوس وجامعة الإمارات.
10- العالم العربي والغرب - جامعة السلطان قابوس.
11- تاريخ أفريقيا الحديث - جامعتا الأزهر والسلطان قابوس.
12- تاريخ مصر الحديث والمعاصر - جامعة الأزهر.
13- الدولة العثمانية - جامعتا الأزهر والسلطان قابوس.
14- مجتمع دولة الإمارات - جامعة الإمارات العربية.
15- عمان والحضارة الإسلامية - جامعة السلطان قابوس.

### الخبرة الأكاديمية في الدراسات العليا
- تدريس مصادر التاريخ العربي الحديث - جامعة الأزهر.
- مناهج البحث – كلية البنات – جامعة عين شمس.
- الفكرة العربية - معهد البحوث والدراسات العربية – جامعة الدول العربية.
- العرب والغرب - معهد البحوث والدراسات العربية – جامعة الدول العربية.
- التاريخ الشفهى – كلية الدراسات الإنسانية – فرع البنات – جامعة الأزهر.
- أشرفت على ثلاثين رسالة ماجستير ودكتوراه تم إنجازها بجامعة الأزهر، وجامعة عين شمس، ومعهد الدراسات العربية.

## وصلات خارجية
- محمد صابر عرب على موقع أرشيف الشارخ.
- التاريخ الإسلامي
- دار الكتب والوثائق القومية